# Teoria endosimbiòtica

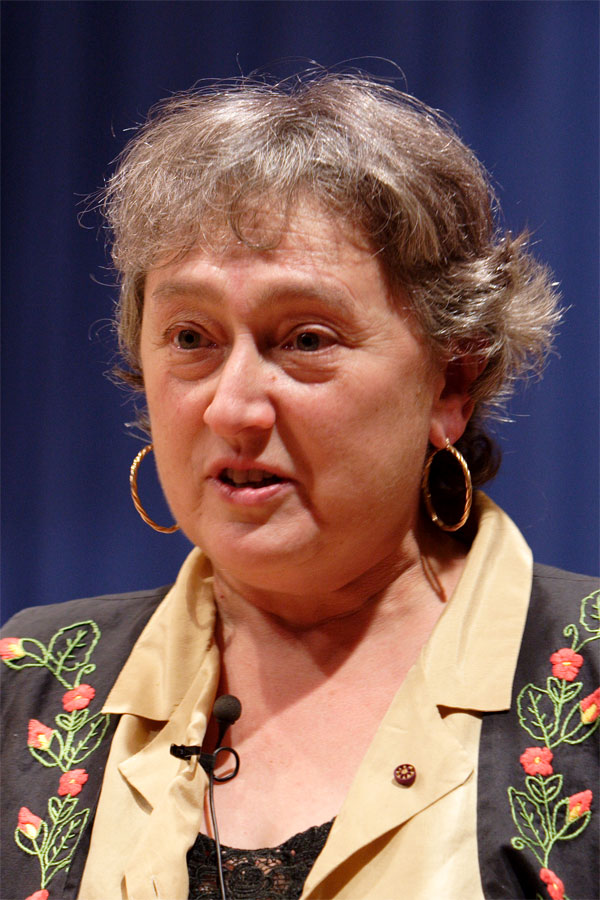
Lynn Margulis

La teoria endosimbiòtica va ser formulada per la biòloga americana Lynn Margulis (1938-2011) el 1967, per tal d'explicar la presència d'orgànuls intracel·lulars amb genoma propi en les cèl·lules eucariotes. Aquests orgànuls, els mitocondris i els plastidis (aquests últims exclusius de les plantes) haurien estat en el seu inici bacteris aerobis i amb membrana nuclear que s'haurien instal·lat a l'interior d'una primitiva cèl·lula eucariota de forma simbiòtica. Amb el pas del temps, part dels gens d'aquests simbionts s'haurien transferit al genoma de la cèl·lula hoste i només una petita part restaria en el genoma originari del simbiont.

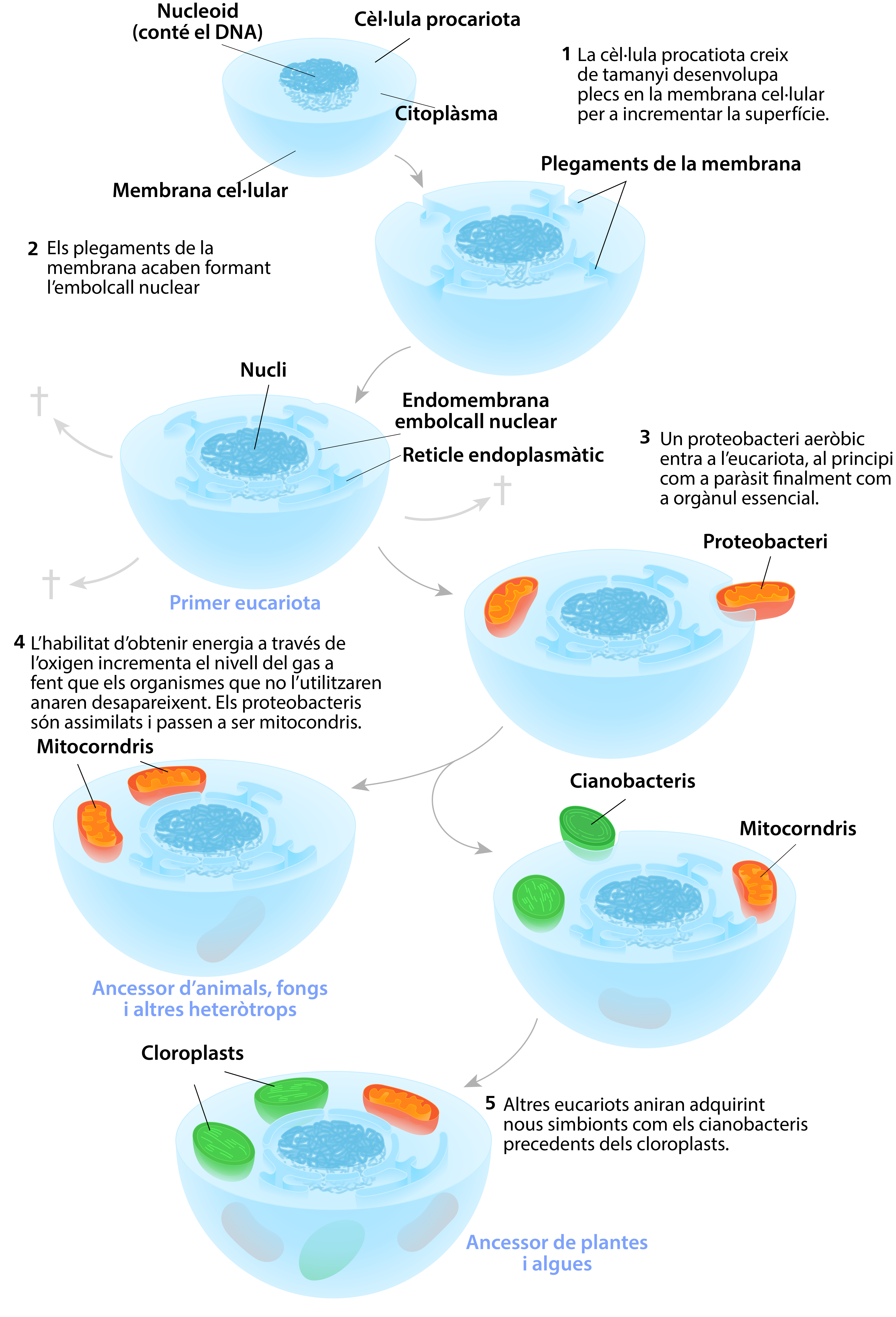
Un model sobre l'origen dels mitocondris i dels cloroplasts.

Algunes de les proves que donen suport a aquesta teoria són la presència de ribosomes de tipus bacterià en l'interior de mitocondris i plastidis. El genoma d'aquests orgànuls està organitzat com el dels bacteris, és circular i es troba lliure sense cap coberta. L'estructura de dobles bicapes lipídiques és semblant a la d'alguns bacteris actuals.
Lynn Margulis i els seus col·laboradors argumenten que els cianobacteris van esdevenir els cloroplasts del nou consorci cel·lular. D’altra banda, atribueixen l’origen dels cilis i dels flagels als bacteris anomenats espiroquetes, que impulsen a alguns protists i també als espermatozoides. Inclús, sostenen que podrien tenir el mateix origen els filaments o fibres del fus mitòtic que fan possible la divisió cel·lular o mitosi. Encara realitzar aquestes teories, actualment no hi ha proves suficients per a la seva generalització a altres orgànuls cel·lulars.
La teoria endosimbiòtica contradiu la selecció natural. D’una banda, la selecció natural defensa que els canvis evolutius són fruit de mutacions d’efectes mínims i fruits de l'atzar perceptibles amb el pas del temps. Per tant, un bacteri podria haver anat modificant-se molt a poc a poc per acabar evolucionant en una cèl·lula eucariota. A contraposició, Lynn Margulis defensa que les cèl·lules complexes no van sorgir d’aquesta forma, sinó que van aparèixer mitjançant la unió de cèl·lules simples i per tant, Margulis defensa la simbiosi i la cooperació entre espècies com a motor evolutiu.